# Parlamentswahl in Polen 2023
- Lewica: 26
- KO: 157
- TD: 65
- PiS: 194
- KON: 18

- Lewica: 9
- KO: 41
- TD: 11
- Unabhängige: 5
- PiS: 34

Die Parlamentswahl in Polen 2023 vom 15. Oktober 2023 war die zehnte Parlamentswahl in der Geschichte Polens nach dem Systemwechsel von 1989. Gewählt wurden die Mitglieder des Sejm (Unterhaus) und des Senats (Oberhaus) der polnischen Nationalversammlung. Bei der Wahl verlor die amtierende Regierung unter Führung der PiS-Partei nach acht Jahren ihre Mehrheit, stattdessen errang die bisherige Opposition in beiden Parlamentskammern die Mehrheit und Donald Tusk konnte in der Folge am 13. Dezember 2023 eine neue Regierung unter seiner Führung bilden. Die Wahlbeteiligung lag bei 74,38 Prozent; nie zuvor in der polnischen Geschichte hatten so viele Menschen bei freien Wahlen in Polen ihre Stimme abgegeben. Gleichzeitig fanden mehrere von der Regierung initiierte Volksabstimmungen statt, die aber nicht das erforderliche Quorum erreichten.

## Wahlsystem
Die Abgeordneten des Sejm wurden per Verhältniswahl nach dem D’Hondt-Verfahren mit Wahlkreisen mit mehreren Sitzen gewählt. Für Einzelparteien besteht eine Sperrklausel von 5 %, für Parteienbündnisse eine Sperrklausel von 8 %. Parteien nationaler Minderheiten sind von Sperrklauseln befreit.
Der Wahltermin wird im Einklang mit den verfassungsrechtlichen Bestimmungen vom polnischen Staatspräsidenten festgelegt, wonach die Wahl 30 Tage vor dem vierten Jahrestag des Beginns der aktuellen Einberufung des Parlaments an einem arbeitsfreien Tag, einschließlich Feiertagen, stattfinden kann. Sollten die aktuellen Oppositionsparteien die künftige Regierung stellen, bräuchten sie eine Dreifünftelmehrheit der Abgeordneten, um ein Veto des Präsidenten zu kippen.

## Ausgangslage
Die seit 2019 amtierende rechte Regierung in Polen unter Führung der PiS-Partei hatte laut Beobachtern während ihrer Amtszeit die Demokratie abgebaut und ihre Regierungsmacht auch dazu eingesetzt, die öffentliche Meinung zu ihren Gunsten zu beeinflussen, wofür sie unter anderem vom Europarat gerügt wurde.

### „Lex Tusk“ und Massenproteste

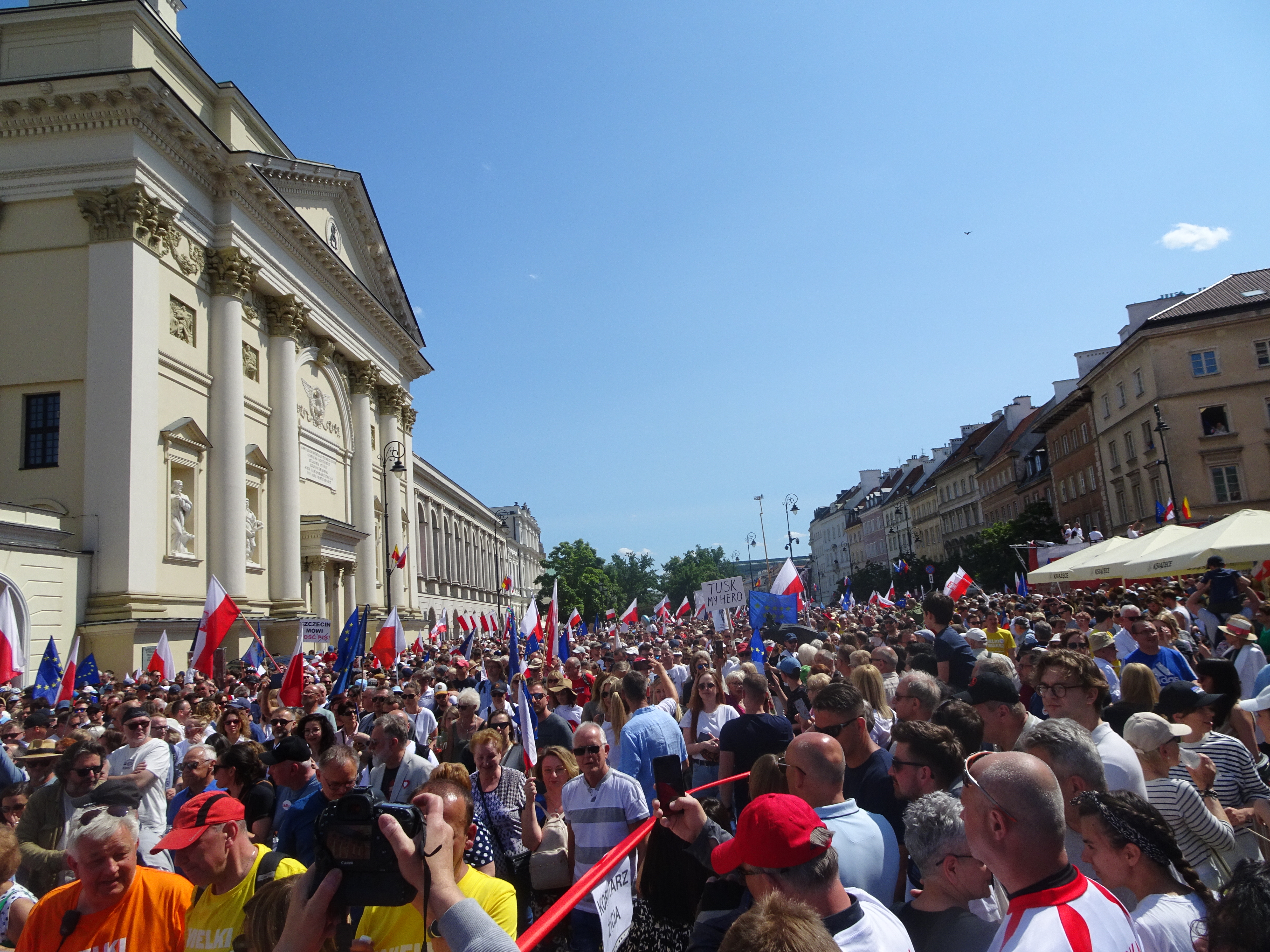
Massenproteste gegen das „Lex-Tusk“-Gesetz beim „Großen Marsch für die Demokratie“ am 4. Juni 2023 in Warschau

Im Mai 2023 setzte der polnische Staatspräsident Andrzej Duda ein zuvor vom Sejm mit den Stimmen der Regierungsparteien beschlossenes Gesetz in Kraft, das die Einrichtung einer Kommission vorsieht, die ohne Gerichtsbeschluss Politiker von öffentlichen Ämtern für die Dauer von zehn Jahren ausschließen kann, wenn sie nach Ansicht der Kommission von russischen Interessen beeinflusst waren. Die Kommission hat laut dem Gesetz zu prüfen, ob dies auf polnische Regierungspolitiker ab 2007 – nachdem die PiS, der Duda angehört, abgewählt wurde – zutrifft. Das Gesetz hätte nach Ansicht von Kritikern als Instrument genutzt werden können, um ausgewählten Oppositionspolitikern die Teilnahme an der Parlamentswahl zu verbieten.
Polnische Medien sprachen daher von einer „Lex Tusk“ – einem auf den liberalkonservativen Oppositionsführer und früheren Ministerpräsidenten Donald Tusk (2007–2014) gemünzten Gesetz, der damit als potenziell aussichtsreichster Oppositionskandidat von der Parlamentswahl im Oktober 2023 hätte ausgeschlossen werden können. Aus Kreisen der PiS-Partei war Tusk wiederholt vorgeworfen worden, dass er während seiner Amtszeit als Regierungschef Polen von Energieimporten aus Russland abhängig gemacht habe. Das Gesetz stieß auf deutliche Kritik der Vereinigten Staaten und der Europäischen Union, die ihre Besorgnis äußerten, dass die Freiheit und Fairness bei Wahlen in Polen durch das Gesetz gefährdet seien. Daraufhin entschärfte Präsident Duda das Gesetz, indem er am 2. Juni 2023 eine Novelle in den Sejm einbrachte, die der zu bildenden Kommission das zuvor geplante Recht entzog, ein politisches Betätigungsverbot zu verhängen.
Am 4. Juni 2023 – dem Jahrestag der ersten teilweise freien Wahlen in Polen 1989 – nahmen in Warschau nach Veranstalterangaben unter Berufung auf die Stadtverwaltung eine halbe Million Menschen an einem von Tusks Bürgerplattform organisierten „Großen Marsch für die Demokratie“ teil, um gegen das Gesetz zu demonstrieren. Auch in anderen Städten, darunter Krakau, Stettin und Tschenstochau kam es zu Protesten mit zehntausenden Teilnehmern. Der Demonstration in Warschau schlossen sich zahlreiche Bürgerrechtsbewegungen an, die Bürgerplattform sprach von der größten Demonstration in der Geschichte Polens seit dem Sturz des Kommunismus im Jahr 1989. Der Protestzug durch das Zentrum Warschaus wurde auch vom früheren polnischen Staatspräsidenten und Friedensnobelpreisträger Lech Wałęsa angeführt.

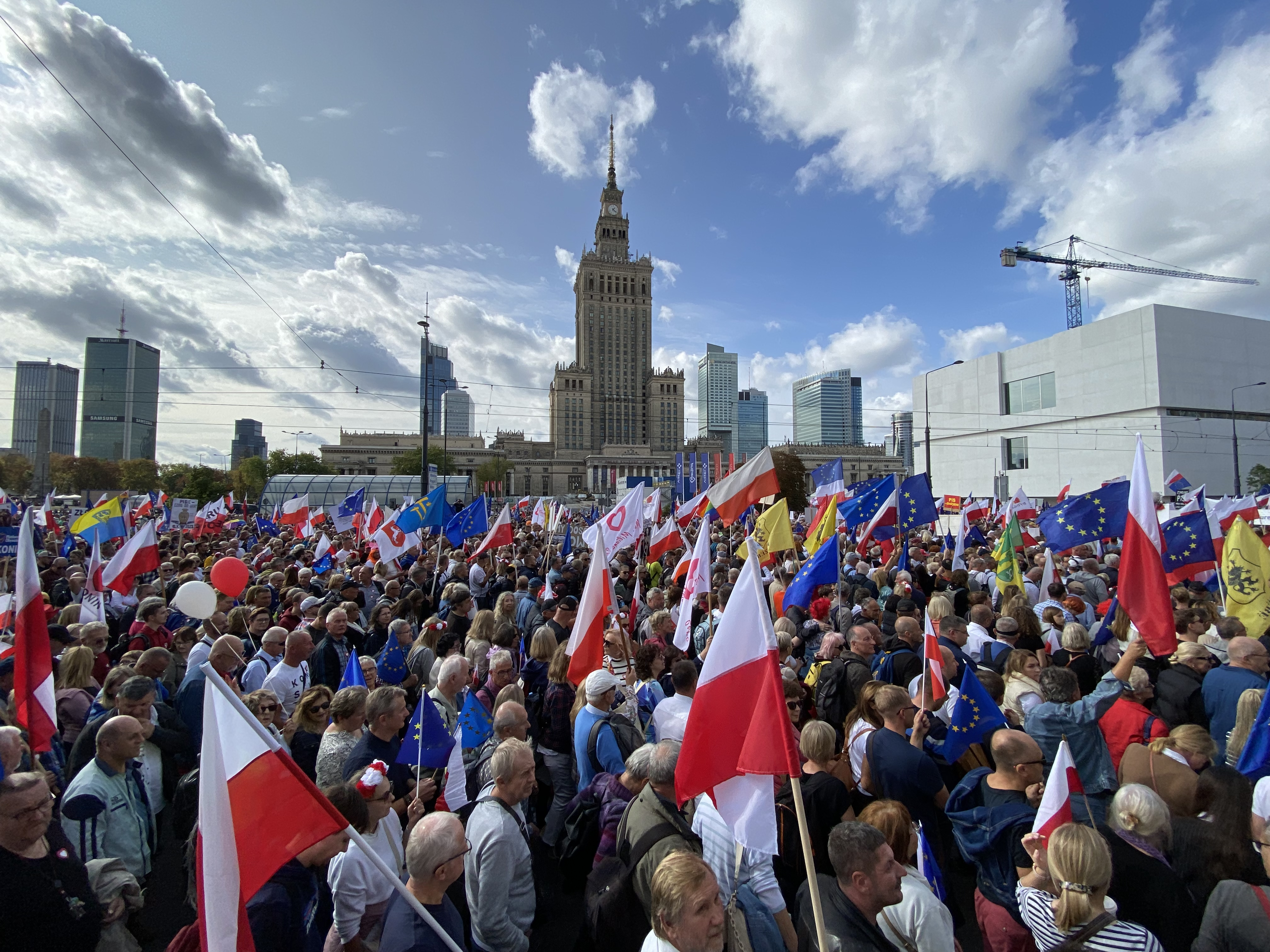
Anti-Regierungsprotest „Marsch der Millionen Herzen“ in Warschau am 1. Oktober 2023

Zwei Wochen vor der Wahl protestierten bei dem von Oppositionsführer Donald Tusk initiierten „Marsch der Millionen Herzen“ unter anderem infolge der Visa-Affäre erneut hunderttausende Menschen in Warschau gegen die polnische Regierung.

### Gleichzeitige Volksabstimmung
Am 17. August 2023 beschloss das polnische Parlament mit 234 von 451 Stimmen parallel zur Parlamentswahl ein Referendum abzuhalten über vier Themen: Den EU-Asylkompromiss, die Privatisierung staatlicher Unternehmen, die Heraufsetzung des Renteneintrittsalters und die Befestigung an der Grenze zu Belarus. Vor dem Beschluss überstimmte der Sejm mit ähnlicher Mehrheit das Veto des von der Opposition kontrollierten Senats.
Die genauen Fragestellungen lauten:
- „Unterstützen Sie die Aufnahme von Tausenden illegaler Einwanderer aus dem Nahen Osten und Afrika nach dem von der europäischen Bürokratie auferlegten Mechanismus der verpflichtenden Aufnahme?“
- „Unterstützen Sie den Verkauf von Staatsvermögen an ausländische Unternehmen, der zum Verlust der Kontrolle von Polinnen und Polen über strategische Wirtschaftsbereiche führt?“
- „Unterstützen Sie eine Erhöhung des Renteneintrittsalters, einschließlich der Wiedereinführung der Anhebung des Renteneintrittsalters auf 67 Jahre für Männer und Frauen?“
- „Unterstützen Sie die Beseitigung der Barriere an der Grenze zwischen der Republik Polen und der Republik Belarus?“

Vertreter der Opposition warfen der Regierung vor, sie wolle mit der Volksabstimmung das Ergebnis der Parlamentswahl beeinflussen und staatliche Ressourcen für den Wahlkampf einsetzen.
Laut dem Handelsblatt zeige die „absurde Volksabstimmung“ die „Grenzen der Demokratie“, denn das Instrument werde „missbraucht“: „Die rechtspopulistische Regierung in Polen fragt nun allen Ernstes die Wähler, ob sie illegale Migration gut finden. Die Antwort darauf ist [...] vorhersehbar.“ Auch die Tagesschau schreibt: „Die Fragen sind suggestiv formuliert, stehen politisch nicht zur Diskussion und bedienen Kernthemen der PiS, mit denen sie ihre Wählerschaft mobilisiert.“

### Visa-Affäre
Am 1. September 2023 machten die Gazeta Wyborcza sowie weitere unabhängige Medien publik, dass der Staatssekretär im polnischen Außenministerium, Piotr Wawrzyk, wegen „Fehlens einer zufriedenstellenden Zusammenarbeit“ von Regierungschef Mateusz Morawiecki am Vortag entlassen worden war. Nach der Entlassung erschütterten Berichte über eine sogenannte Visa-Affäre die polnische Öffentlichkeit. Dabei steht der Verdacht im Raum, dass polnische Konsulate nach Oppositionsangaben bis zu 350.000 Visa illegal an Nicht-EU-Bürger gegen Geld vergeben haben. Die polnische Generalstaatsanwaltschaft gab bekannt, dass sie gegen sieben Personen wegen des Verdachts ermittelt, sie hätten gegen Bezahlung die Vergabe von Arbeitsvisa beschleunigt. Drei Personen wurden festgenommen.
Die EU-Kommission nannte die Betrugs- und Korruptionsvorwürfe „sehr besorgniserregend“ und forderte unter anderem in Person von Innenkommissarin Ylva Johansson die polnische Regierung auf, die Situation aufzuklären. Auch Bundeskanzler Olaf Scholz forderte Aufklärung von Polen; es könne nicht sein, dass durch „irgendwelche Visen, die für Geld verteilt worden sind“, das Problem in Deutschland noch größer werde. Der polnische Oppositionsführer Donald Tusk bezeichnete die Vorwürfe als „einen der größten Skandale des 21. Jahrhunderts in Polen“ und erklärte, es sei ausgerechnet die PiS-Regierung gewesen, die „die meisten muslimischen Migranten in der Geschichte“ nach Polen gelockt habe. Die polnische Regierung wies die Vorwürfe als „absurd“ zurück und sprach von lediglich 200 illegal ausgestellten Visa, Außenminister Zbigniew Rau lehnte einen Rücktritt ab.

### Wahlkampfthemen und Wahlaussagen
Der Wahlkampf verlief extrem polarisiert, mit offenen Beschimpfungen von Politikern der jeweils anderen Seite. Die PiS präsentierte sich als Anwältin der kleinen Leute und betonte, dass sie für höhere Sozialleistungen und ein besseres Leben gesorgt habe. Vielfach bemühten PiS-Politiker, wie auch schon in früheren Wahlkampfzeiten, antideutsche Stereotypen und Ressentiments. Tusk wurde als Marionette Deutschlands porträtiert. In einem PiS-Wahlwerbespot war zu sehen, wie Jarosław Kaczyński, Spiritus rector der PiS, einen Anruf der deutschen Botschaft erhielt, in dem der Anrufer mit starkem deutschen Akzent eine Erhöhung des Rentenalters forderte. Kaczyński wies die Forderung ab, mit der Bemerkung, Tusk sei nicht mehr im Amt und „dieses Benehmen sei zu Ende“. Dies war eine Reminiszenz an die unpopuläre Erhöhung des Renteneintrittsalters von 65 auf 67 Jahre im Jahr 2013 zur Regierungszeit Tusks, die die PiS-Regierung später rückgängig gemacht hatte.
Die Opposition malte für den Fall einer erneuten PiS-Regierung ein düsteres Bild Polens. Polens Demokratie, die Unabhängigkeit der Justiz und der Medien, sowie die Reputation des Landes im Ausland seien in akuter Gefahr, wenn die derzeitige Politik fortgesetzt werde. Gemeinsames Ziel der Oppositionsbündnisse Bürgerkoalition, Dritter Weg und Neue Linke ist es, die PiS-Regierung abzuwählen, Polens Rechtsstaatlichkeit wieder herzustellen, den Streit mit der EU zu beenden und das strikte Abtreibungsgesetz der PiS-Regierung zu liberalisieren. Oppositionsführer Donald Tusk kündigte bereits vor der Wahl an, mit den beiden anderen Bündnissen eine Koalition bilden zu wollen.

## Politische Parteien und Bündnisse zur Parlamentswahl 2023
|            | Name (ggf. Bestandteile des Bündnisses)                                                                                    | Kürzel | Ideologie                                                      | Wahl 2019   | Wahl 2019  | aktuelle Sitze in | aktuelle Sitze in |
| Wahlanteil | Name (ggf. Bestandteile des Bündnisses)                                                                                    | Kürzel | Ideologie                                                      | Sitze (460) | Sejm (460) | Senat (100)       |                   |
| ---------- | --- | ------ | -------------------------------------------------------------- | ----------- | ---------- | ----------------- | ----------------- |
|            | Zjednoczona Prawica (u. a. Prawo i Sprawiedliwość und Suwerenna Polska und Kukiz’15) Vereinigte Rechte                     | ZP     | Nationalkonservatismus                                         | 43,6 %      | 235        | 228               | 46                |
|            | Koalicja Obywatelska (u. a. Platforma Obywatelska und Nowoczesna) Bürgerkoalition                                          | KO     | Liberalismus Liberaler Konservatismus                          | 27,4 %      | 134        | 126               | 41                |
|            | Lewica (u. a. Nowa Lewica, Lewica Razem und Polska Partia Socjalistyczna) Neue Linke                                       | L      | Sozialdemokratie Progressivismus                               | 12,6 %      | 49         | 47                | 2                 |
|            | Trzecia Droga (u.a. Koalicja Polska, Porozumienie, Polskie Stronnictwo Ludowe und Polska 2050) Dritter Weg                 | TD     | Politische Mitte Christdemokratie Konservatismus Grüne Politik | 8,6 %       | 30         | 41                | 6                 |
|            | Konfederacja Wolność i Niepodległość (u. a. Ruch Narodowy und Nowa Nadzieja) Konföderation der Freiheit und Unabhängigkeit | KON    | Libertärer Konservatismus Polnischer Nationalismus             | 6,8 %       | 11         | 11                | 0                 |
|            | Mniejszość Niemiecka Deutsche Minderheit                                                                                   | MN     | Minderheitenpolitik                                            | 0,2 %       | 1          | 1                 | 0                 |

| Name                              | Kürzel | Ideologie                  |
| --------------------------------- | ------ | -------------------------- |
| AGROunia                          | AU     | Agrarismus Protektionismus |
| Mam Dość 2023 Ich habe genug 2023 | MD-23  | Sozialliberalismus         |

## Umfragen

### Aktuelle Umfragen
Quelle:
| Institut            | Datum      | PiS/ZP                                               | KO                                                   | Lewica                                               | Trzecia Droga                                        | Trzecia Droga                                        | KON                                                  | P                                                    | AU                                                   | Sonst.                                               |
| Institut            | Datum      | PiS/ZP                                               | KO                                                   | Lewica                                               | KP                                                   | PL2050                                               | KON                                                  | P                                                    | AU                                                   | Sonst.                                               |
| Pollster            | 12.10.2023 | 35,8 %                                               | 31,4 %                                               | 10,5 %                                               | 10,7 %                                               | 10,7 %                                               | 8,7 %                                                | —                                                    | —                                                    | 2,9 %                                                |
| Kantar              | 12.10.2023 | 34 %                                                 | 28 %                                                 | 12 %                                                 | 13 %                                                 | 13 %                                                 | 9 %                                                  | —                                                    | —                                                    | 4 %                                                  |
| PGB Opinium         | 12.10.2023 | 33,2 %                                               | 30,6 %                                               | 11,6 %                                               | 11,9 %                                               | 11,9 %                                               | 8,5 %                                                | —                                                    | —                                                    | 4,2 %                                                |
| IBRiS               | 11.10.2023 | 37,4 %                                               | 30,1 %                                               | 10,7 %                                               | 11,0 %                                               | 11,0 %                                               | 8,9 %                                                | —                                                    | —                                                    | 1,9 %                                                |
| United Surveys      | 10.10.2023 | 36,7 %                                               | 30,5 %                                               | 11,1 %                                               | 10,2 %                                               | 10,2 %                                               | 9,1 %                                                | —                                                    | —                                                    | 2,4 %                                                |
| Social Changes      | 10.10.2023 | 36 %                                                 | 28 %                                                 | 10 %                                                 | 12 %                                                 | 12 %                                                 | 11 %                                                 | —                                                    | —                                                    | 3 %                                                  |
| Research Partner    | 09.10.2023 | 38,6 %                                               | 29,2 %                                               | 9,6 %                                                | 9,1 %                                                | 9,1 %                                                | 9,7 %                                                | —                                                    | —                                                    | 3,8 %                                                |
| Estymator           | 06.10.2023 | 36,9 %                                               | 30,5 %                                               | 9,3 %                                                | 9,4 %                                                | 9,4 %                                                | 9,3 %                                                | —                                                    | —                                                    | 4,6 %                                                |
| Opinia24            | 06.10.2023 | 32,9 %                                               | 31,1 %                                               | 11,3 %                                               | 13,2 %                                               | 13,2 %                                               | 6,5 %                                                | —                                                    | —                                                    | 4,6 %                                                |
| PGB Opinium         | 04.10.2023 | 32,9 %                                               | 32,3 %                                               | 10,1 %                                               | 11,6 %                                               | 11,6 %                                               | 8,9 %                                                | —                                                    | —                                                    | 4,2 %                                                |
| Kantar              | 04.10.2023 | 34 %                                                 | 30 %                                                 | 10 %                                                 | 9 %                                                  | 9 %                                                  | 8 %                                                  | —                                                    | —                                                    | 9 %                                                  |
| United Surveys      | 02.10.2023 | 33,7 %                                               | 29,7 %                                               | 10,7 %                                               | 11,6 %                                               | 11,6 %                                               | 10,5 %                                               | —                                                    | —                                                    | 3,8 %                                                |
| Estymator           | 01.10.2023 | 37,4 %                                               | 30,6 %                                               | 8,7 %                                                | 9,6 %                                                | 9,6 %                                                | 9,6 %                                                | —                                                    | —                                                    | 4,1 %                                                |
| IPSOS               | 25.09.2023 | 38,1 %                                               | 33 %                                                 | 11,1 %                                               | 8,7 %                                                | 8,7 %                                                | 7,7 %                                                | —                                                    | —                                                    | 1,4 %                                                |
| Estymator           | 24.09.2023 | 37,3 %                                               | 29,8 %                                               | 8,5 %                                                | 9,9 %                                                | 9,9 %                                                | 10,6 %                                               | —                                                    | —                                                    | 3,9 %                                                |
| United Surveys      | 21.09.2023 | 31,6 %                                               | 27,0 %                                               | 9,8 %                                                | 10,1 %                                               | 10,1 %                                               | 9,3 %                                                | —                                                    | —                                                    | 12,2 %                                               |
| Social Changes      | 18.09.2023 | 39 %                                                 | 30 %                                                 | 10 %                                                 | 8 %                                                  | 8 %                                                  | 9 %                                                  | —                                                    | —                                                    | 4 %                                                  |
| IBRiS               | 17.09.2023 | 32,6 %                                               | 26,6 %                                               | 9,9 %                                                | 10,6 %                                               | 10,6 %                                               | 9,5 %                                                | —                                                    | —                                                    | 10,7 %                                               |
| Kantar              | 06.09.2023 | 40 %                                                 | 33 %                                                 | 6 %                                                  | 9 %                                                  | 9 %                                                  | 10 %                                                 | —                                                    | —                                                    | 2 %                                                  |
| PGB Opinium         | 05.09.2023 | 34,7 %                                               | 31,8 %                                               | 10 %                                                 | 8,5 %                                                | 8,5 %                                                | 12,1 %                                               | —                                                    | —                                                    | 2,9 %                                                |
| Research Partner    | 04.09.2023 | 38,5 %                                               | 29,5 %                                               | 8,7 %                                                | 11,2 %                                               | 11,2 %                                               | 11,1 %                                               | —                                                    | —                                                    | 1 %                                                  |
| Social Changes      | 04.09.2023 | 38 %                                                 | 31 %                                                 | 8 %                                                  | 10 %                                                 | 10 %                                                 | 12 %                                                 | —                                                    | —                                                    | 1 %                                                  |
| IBRiS               | 31.08.2023 | 36,4 %                                               | 29,3 %                                               | 10,5 %                                               | 11,1 %                                               | 11,1 %                                               | 12,5 %                                               | —                                                    | —                                                    | 0,2 %                                                |
| Pollster            | 24.08.2023 | 35,6 %                                               | 30,4 %                                               | 8,9 %                                                | 10,7 %                                               | 10,7 %                                               | 10,4 %                                               | —                                                    | —                                                    | 4,0 %                                                |
| Kantar Public       | 23.08.2023 | 43 %                                                 | 34 %                                                 | 9 %                                                  | 7 %                                                  | 7 %                                                  | 7 %                                                  | —                                                    | —                                                    | —                                                    |
| Social Changes      | 21.08.2023 | 39 %                                                 | 29 %                                                 | 8 %                                                  | 8 %                                                  | 8 %                                                  | 12 %                                                 | 1 %                                                  | —                                                    | 3 %                                                  |
| United Surveys      | 20.08.2023 | 38,5 %                                               | 34,8 %                                               | 7,9 %                                                | 10,0 %                                               | 10,0 %                                               | 8,7 %                                                | —                                                    | —                                                    | 0,1 %                                                |
| Research Partner    | 14.08.2023 | 36,3 %                                               | 29,6 %                                               | 8,3 %                                                | 11,4 %                                               | 11,4 %                                               | 11,7 %                                               | 0,3 %                                                | 0,6 %                                                | 1,8 %                                                |
| IBRiS               | 31.07.2023 | 33,4 %                                               | 26,2 %                                               | 10,7 %                                               | 10,8 %                                               | 10,8 %                                               | 12,7 %                                               | —                                                    | —                                                    | 6,2 %                                                |
| Kantar Public       | 26.07.2023 | 33 %                                                 | 32 %                                                 | 7 %                                                  | 6 %                                                  | 6 %                                                  | 8 %                                                  | —                                                    | 1 %                                                  | 13 %                                                 |
| Social Changes      | 24.07.2023 | 37 %                                                 | 30 %                                                 | 10 %                                                 | 6 %                                                  | 6 %                                                  | 15 %                                                 | —                                                    | —                                                    | 2 %                                                  |
| Estymator           | 22.07.2023 | 34,3 %                                               | 28,3 %                                               | 8,5 %                                                | 11,2 %                                               | 11,2 %                                               | 15,4 %                                               | —                                                    | —                                                    | 2,3 %                                                |
| Social Changes      | 21.07.2023 | 33 %                                                 | 30 %                                                 | 10 %                                                 | 9 %                                                  | 9 %                                                  | 14 %                                                 | —                                                    | —                                                    | 2 %                                                  |
| IBRiS               | 20.07.2023 | 35,4 %                                               | 29,3 %                                               | 10,5 %                                               | 10,9 %                                               | 10,9 %                                               | 13,8 %                                               | —                                                    | —                                                    | 0,1 %                                                |
| Ankündigung         | 20.07.2023 | Porozumienie (P) tritt der Koalicja Polska (KP) bei. | Porozumienie (P) tritt der Koalicja Polska (KP) bei. | Porozumienie (P) tritt der Koalicja Polska (KP) bei. | Porozumienie (P) tritt der Koalicja Polska (KP) bei. | Porozumienie (P) tritt der Koalicja Polska (KP) bei. | Porozumienie (P) tritt der Koalicja Polska (KP) bei. | Porozumienie (P) tritt der Koalicja Polska (KP) bei. | Porozumienie (P) tritt der Koalicja Polska (KP) bei. | Porozumienie (P) tritt der Koalicja Polska (KP) bei. |
| Kantar Public       | 19.07.2023 | 38 %                                                 | 37 %                                                 | 8 %                                                  | 6 %                                                  | 6 %                                                  | 9 %                                                  | —                                                    | —                                                    | 2 %                                                  |
| Pollster            | 17.07.2023 | 33,4 %                                               | 29,8 %                                               | 8,9 %                                                | 10,5 %                                               | 10,5 %                                               | 11,5 %                                               | —                                                    | 1,5 %                                                | 4,4 %                                                |
| PGB Opinium         | 14.07.2023 | 34,6 %                                               | 29 %                                                 | 8,6 %                                                | 9,8 %                                                | 9,8 %                                                | 16,9 %                                               | —                                                    | —                                                    | 1,1 %                                                |
| United Surveys      | 09.07.2023 | 33,7 %                                               | 28,7 %                                               | 10,8 %                                               | 11,1 %                                               | 11,1 %                                               | 14,6 %                                               | —                                                    | 1,1 %                                                | —                                                    |
| Estymator           | 07.07.2023 | 34,5 %                                               | 30,6 %                                               | 7 %                                                  | 11,0 %                                               | 11,0 %                                               | 14,6 %                                               | —                                                    | —                                                    | 2,3 %                                                |
| Social Changes      | 30.06.2023 | 37 %                                                 | 31 %                                                 | 8 %                                                  | 7 %                                                  | 7 %                                                  | 14 %                                                 | 1 %                                                  | —                                                    | 2 %                                                  |
| IPSOS               | 29.06.2023 | 33 %                                                 | 28 %                                                 | 10 %                                                 | 9 %                                                  | 9 %                                                  | 12 %                                                 | —                                                    | 2 %                                                  | 6 %                                                  |
| United Surveys      | 28.06.2023 | 31,7 %                                               | 28,2 %                                               | 8,0 %                                                | 12,1 %                                               | 12,1 %                                               | 14,0 %                                               | —                                                    | 0,7 %                                                | 5,3 %                                                |
| United Surveys      | 26.06.2023 | 33,5 %                                               | 29,8 %                                               | 8,4 %                                                | 12,8 %                                               | 12,8 %                                               | 14,8 %                                               | —                                                    | 0,7 %                                                | —                                                    |
| IBRiS               | 24.06.2023 | 34,4 %                                               | 31,8 %                                               | 9 %                                                  | 11,4 %                                               | 11,4 %                                               | 12,7 %                                               | —                                                    | 0,3 %                                                | —                                                    |
| Ipsos               | 22.06.2023 | 35 %                                                 | 33 %                                                 | 9 %                                                  | 7 %                                                  | 7 %                                                  | 13 %                                                 | —                                                    | 2 %                                                  | 1 %                                                  |
| Pollster            | 18.06.2023 | 34,3 %                                               | 30,7 %                                               | 7,8 %                                                | 9,8 %                                                | 9,8 %                                                | 11,0 %                                               | 0,1 %                                                | 1,8 %                                                | 4,5 %                                                |
| Research Partner    | 15.06.2023 | 34,9 %                                               | 29,1 %                                               | 5,9 %                                                | 10,7 %                                               | 10,7 %                                               | 11,5 %                                               | 0,3 %                                                | 0,6 %                                                | 5,2 %                                                |
| United Surveys      | 11.06.2023 | 35,8 %                                               | 31,1 %                                               | 10,2 %                                               | 10,7 %                                               | 10,7 %                                               | 12,1 %                                               | —                                                    | 0,1 %                                                | —                                                    |
| Ipsos               | 07.06.2023 | 36 %                                                 | 30 %                                                 | 7 %                                                  | —                                                    | 10 %                                                 | 13 %                                                 | —                                                    | 2 %                                                  | 2 %                                                  |
| Kantar              | 06.06.2023 | 34 %                                                 | 35 %                                                 | 7 %                                                  | 11 %                                                 | 11 %                                                 | 11 %                                                 | —                                                    | 2 %                                                  | —                                                    |
| IBRiS               | 06.06.2023 | 35,6 %                                               | 31,6 %                                               | 9,2 %                                                | 10,6 %                                               | 10,6 %                                               | 12,9 %                                               | —                                                    | —                                                    | 0,1 %                                                |
| PGB Opinium         | 06.06.2023 | 33,9 %                                               | 31,4 %                                               | 8 %                                                  | 9,5 %                                                | 9,5 %                                                | 14,9 %                                               | —                                                    | —                                                    | 2,3 %                                                |
| IBRiS               | 04.06.2023 | 36,2 %                                               | 30,6 %                                               | 9 %                                                  | 9,9 %                                                | 9,9 %                                                | 14,1 %                                               | —                                                    | 0,2 %                                                | —                                                    |
| United Surveys      | 04.06.2023 | 36,0 %                                               | 29,8 %                                               | 9,5 %                                                | 12,4 %                                               | 12,4 %                                               | 11,8 %                                               | —                                                    | 0,4 %                                                | 0,1 %                                                |
| Pollster            | 31.05.2023 | 32,3 %                                               | 27,7 %                                               | 11,5 %                                               | 14,0 %                                               | 14,0 %                                               | 9,8 %                                                | 0,5 %                                                | 1,6 %                                                | 2,6 %                                                |
| Research Partner    | 29.05.2023 | 36,6 %                                               | 28,5 %                                               | 10,2 %                                               | 13,4 %                                               | 13,4 %                                               | 10 %                                                 | 0,4 %                                                | 0,9 %                                                | 1,4 %                                                |
| United Surveys      | 28.05.2023 | 33,9 %                                               | 28,4 %                                               | 10,7 %                                               | 15,0 %                                               | 15,0 %                                               | 10,8 %                                               | —                                                    | —                                                    | 1,2 %                                                |
| IBRiS               | 27.05.2023 | 35,5 %                                               | 27,6 %                                               | 8,4 %                                                | 14,1 %                                               | 14,1 %                                               | 11,9 %                                               | —                                                    | 0,6 %                                                | 1,9 %                                                |
| United Surveys      | 21.05.2023 | 35,2 %                                               | 28,0 %                                               | 10,6 %                                               | 15,4 %                                               | 15,4 %                                               | 10,8 %                                               | —                                                    |                                                      | —                                                    |
| Ipsos               | 19.05.2023 | 37 %                                                 | 26 %                                                 | 10 %                                                 | 13 %                                                 | 13 %                                                 | 12 %                                                 | —                                                    | 2 %                                                  | —                                                    |
| Estymator           | 14.05.2023 | 36,0 %                                               | 26,5 %                                               | 10,8 %                                               | 6,7 %                                                | 6,9 %                                                | 11,0 %                                               | 0,2 %                                                | 0,2 %                                                | 1,9 %                                                |
| Social Changes      | 14.05.2023 | 38 %                                                 | 28 %                                                 | 8 %                                                  | 7 %                                                  | 7 %                                                  | 9 %                                                  | 0 %                                                  | —                                                    | 3 %                                                  |
| Social Changes      | 14.05.2023 | 38 %                                                 | 27 %                                                 | 9 %                                                  | 12 %                                                 | 12 %                                                 | 10 %                                                 | 1 %                                                  | —                                                    | 3 %                                                  |
| United Surveys      | 07.05.2023 | 32,0 %                                               | 23,8 %                                               | 8,4 %                                                | 14,7 %                                               | 14,7 %                                               | 11,2 %                                               | 0,2 %                                                | 0,2 %                                                | 9,7 %                                                |
| Social Changes      | 05.05.2023 | 39,0 %                                               | 27,0 %                                               | 9,0 %                                                | 6,0 %                                                | 7,0 %                                                | 8,0 %                                                | 0 %                                                  | 0 %                                                  | 4,0 %                                                |
| Parlamentswahl 2019 | 13.10.2019 | 43,6 %                                               | 27,4 %                                               | 12,6 %                                               | 8,6 %                                                | —                                                    | 6,8 %                                                | —                                                    | —                                                    | 1,1 %                                                |

| Institut            | Datum      | PiS    | KO     | Lewica | KP    | KP    | KON    | AU    | P     | PL2050 | Sonst.            |
| Institut            | Datum      | PiS    | KO     | Lewica | PSL   | K’15  | KON    | AU    | P     | PL2050 | Sonst.            |
| ------------------- | ---------- | ------ | ------ | ------ | ----- | ----- | ------ | ----- | ----- | ------ | ----------------- |
| Social Changes      | 03.04.2023 | 37 %   | 29 %   | 11 %   | 5 %   | 1 %   | 8 %    | —     | —     | 7 %    | 2 %               |
| Research Partner    | 03.04.2023 | 36,0 % | 30,0 % | 7,9 %  | 5,3 % | 1,5 % | 8,6 %  | 1,2 % | —     | 8,9 %  | 0,6 %             |
| United Surveys      | 02.04.2023 | 35,7 % | 26,4 % | 11,3 % | 6,5 % | —     | 10,5 % | —     | —     | 9,6 %  | —                 |
| Estymator           | 24.03.2023 | 36,4 % | 27,9 % | 8,3 %  | 7,1 % | 1,0 % | 9,9 %  | 0,9 % | —     | 8,1 %  | 0,4 %             |
| Ipsos               | 23.03.2023 | 36 %   | 28 %   | 8 %    | 5 %   | —     | 12 %   | 1 %   | —     | 6 %    | 4 %               |
| United Surveys      | 19.03.2023 | 36,6 % | 27,1 % | 10,0 % | 6,9 % | —     | 10,1 % | 0,2 % | —     | 8,8 %  | 0,3 %             |
| IBRiS               | 18.03.2023 | 37,2 % | 28,6 % | 9,2 %  | 6,7 % | —     | 9,8 %  | —     | —     | 8,6 %  | —                 |
| Ipsos               | 16.03.2023 | 39 %   | 26 %   | 9 %    | 5 %   | —     | 8 %    | 2 %   | —     | 9 %    | 2 %               |
| Kantar              | 16.03.2023 | 36 %   | 30 %   | 7 %    | 2 %   | 2 %   | 10 %   | 1 %   | —     | 10 %   | 2 %               |
| IBRiS               | 14.03.2023 | 36,9 % | 28,8 % | 9,9 %  | 7,3 % | —     | 9,4 %  | —     | —     | 7,7 %  | —                 |
| Social Changes      | 13.03.2023 | 38 %   | 29 %   | 9 %    | 5 %   | 2 %   | 7 %    | —     | 1 %   | 7 %    | 2 %               |
| Pollster            | 13.03.2023 | 33,8 % | 28,4 % | 9,3 %  | 4,5 % | 1,0 % | 9,7 %  | —     | 0,2 % | 11,3 % | 1,8 %             |
| Research Partner    | 13.03.2023 | 35,1 % | 30,0 % | 10,0 % | 5,6 % | 1,0 % | 5,9 %  | 2,1 % | —     | 8,2 %  | 2,1 %             |
| Kantar Public       | 13.03.2023 | 32,7 % | 22,7 % | 10,3 % | 4,5 % | —     | 12,1 % | —     | —     | 6,7 %  | 11,0 %            |
| Estymator           | 09.03.2023 | 36,9 % | 28,6 % | 9,2 %  | 7,7 % | 1,3 % | 8,0 %  | 0,9 % | —     | 7,1 %  | 0,3 %             |
| Social Changes      | 06.03.2023 | 38 %   | 29 %   | 9 %    | 7 %   | 1 %   | 7 %    | —     | —     | 8 %    | 1 %               |
| Research Partner    | 06.03.2023 | 35,7 % | 29,0 % | 9,6 %  | 5,8 % | 1,4 % | 7,7 %  | 1,4 % | —     | 8,8 %  | 0,6 %             |
| United Surveys      | 05.03.2023 | 37,3 % | 30,0 % | 8,8 %  | 7,4 % | —     | 7,8 %  | 1,0 % | —     | 7,6 %  | 0,1 %             |
| IBRiS               | 01.03.2023 | 37,3 % | 29,4 % | 10,0 % | 7,2 % | —     | 8,0 %  | —     | —     | 8,1 %  | —                 |
| Social Changes      | 27.02.2023 | 37,0 % | 29,0 % | 9,0 %  | 6,0 % | 2,0 % | 6,0 %  | —     | 1,0 % | 7,0 %  | 3,0 %             |
| IBSP                | 27.02.2023 | 34,7 % | 33,9 % | 6,7 %  | 3,7 % | —     | 11,1 % | —     | —     | 7,3 %  | 2,6 % (BS: 2,0 %) |
| Estymator           | 24.02.2023 | 37,5 % | 29,9 % | 9,1 %  | 6,6 % | 1,1 % | 6,8 %  | 0,7 % | —     | 8,0 %  | 0,3 %             |
| Kantar Public       | 20.02.2023 | 34,6 % | 32,8 % | 8,3 %  | 4,9 % | 1,7 % | 6,9 %  | —     | 0,4 % | 10,5 % | —                 |
| Research Partner    | 20.02.2023 | 34,3 % | 32,5 % | 8,2 %  | 4,8 % | 1,7 % | 6,8 %  | —     | 0,4 % | 10,4 % | 0,9 %             |
| United Surveys      | 19.02.2023 | 36,8 % | 29,8 % | 9,5 %  | 7,7 % | —     | 7,6 %  | 0,4 % | —     | 8,2 %  | —                 |
| IBRiS               | 18.02.2023 | 37,4 % | 30,8 % | 9,7 %  | 6,9 % | —     | 6,5 %  | —     | —     | 8,8 %  | —                 |
| PGB Opinium         | 18.02.2023 | 34,8 % | 30,9 % | 7,9 %  | 5,0 % | —     | 7,3 %  | 1,1 % | —     | 10,3 % | 2,7 % (BS: 2,0 %) |
| Social Changes      | 10.02.2023 | 37 %   | 28 %   | 9 %    | 7 %   | 1 %   | 8 %    | —     | 1 %   | 8 %    | 1 %               |
| Estymator           | 10.02.2023 | 37,7 % | 28,9 % | 9,5 %  | 6,4 % | 1,2 % | 6,5 %  | 1,3 % | —     | 8,3 %  | 0,2 %             |
| Kantar              | 08.02.2023 | 32 %   | 33 %   | 6 %    | 3 %   | 2 %   | 9 %    | 2 %   | —     | 13 %   | —                 |
| Research Partner    | 06.02.2023 | 37,1 % | 29,3 % | 7,5 %  | 5,6 % | 0,9 % | 7,8 %  | —     | 0,4 % | 10,2 % | 1,2 %             |
| Social Changes      | 06.02.2023 | 38 %   | 29 %   | 9 %    | 6 %   | 1 %   | 7 %    | —     | —     | 8 %    | 2 %               |
| United Surveys      | 05.02.2023 | 37,6 % | 30,4 % | 9,9 %  | 5,5 % | —     | 5,7 %  | 2,1 % | —     | 8,8 %  | —                 |
| IBRiS               | 04.02.2023 | 38,1 % | 30,7 % | 10 %   | 5,7 % | —     | 6,3 %  | —     | —     | 9,3 %  | —                 |
| Social Changes      | 30.01.2023 | 35 %   | 29 %   | 10 %   | 5 %   | 2 %   | 7 %    | —     | —     | 9 %    | 3 %               |
| Pollster            | 29.01.2023 | 34,8 % | 29 %   | 10,2 % | 5,1 % | 1,1 % | 6,8 %  | —     | 1,1 % | 11,3 % | 0,6 %             |
| Estymator           | 27.01.2023 | 37 %   | 28,8 % | 8,9 %  | 6,6 % | 1,4 % | 7,6 %  | —     | —     | 9,1 %  | 0,6 %             |
| Social Changes      | 23.01.2023 | 35 %   | 30 %   | 10 %   | 5 %   | 1 %   | 7 %    | —     | 1 %   | 9 %    | 2 %               |
| Kantar Public       | 23.01.2023 | 36 %   | 36 %   | 9 %    | 2 %   | 1 %   | 6 %    | —     | —     | 9 %    | 1 %               |
| United Surveys      | 23.01.2023 | 37,0 % | 29,8 % | 9,1 %  | 6,6 % | —     | 7,0 %  | —     | —     | 9,3 %  | 1,2 %             |
| United Surveys      | 22.01.2023 | 37,2 % | 29,3 % | 9,1 %  | 6,7 % | —     | 7,0 %  | 0,2 % | —     | 10,5 % | —                 |
| Social Changes      | 16.01.2023 | 37 %   | 30 %   | 9 %    | 5 %   | 2 %   | 6 %    | —     | —     | 10 %   | 1 %               |
| Research Partner    | 16.01.2023 | 35,6 % | 28,6 % | 8,6 %  | 4,9 % | 2,6 % | 7,4 %  | —     | 0,5 % | 9,7 %  | 2,1 %             |
| IBSP                | 15.01.2023 | 34,3 % | 34,4 % | 4,3 %  | 4,1 % | —     | 8,4 %  | 1,2 % | —     | 13,2 % | 0,1 %             |
| IBRiS               | 15.01.2023 | 36,5 % | 29,7 % | 9,7 %  | 6,4 % | —     | 7,6 %  | —     | —     | 10,0 % | 0,1 %             |
| Estymator           | 13.01.2023 | 36,1 % | 29,4 % | 10,1 % | 6,7 % | 1,6 % | 7,4 %  | —     | —     | 8,2 %  | 0,5 %             |
| Social Changes      | 09.01.2023 | 34 %   | 29 %   | 9 %    | 7 %   | 2 %   | 7 %    | —     | —     | 10 %   | 2 %               |
| United Surveys      | 08.01.2023 | 35,3 % | 29,5 % | 8,8 %  | 6,5 % | —     | 7,5 %  | 2,2 % | —     | 10,2 % | —                 |
| IBRiS               | 06.01.2023 | 34,4 % | 29,7 % | 10,4 % | 6,7 % | —     | 7,7 %  | —     | —     | 10,8 % | 0,3 %             |
| Social Changes      | 02.01.2023 | 37 %   | 28 %   | 8 %    | 5 %   | 2 %   | 9 %    | —     | —     | 11 %   | —                 |
| Estymator           | 30.12.2022 | 36,3 % | 28,8 % | 10,3 % | 6,7 % | 1,5 % | 6,7 %  | —     | —     | 9,4 %  | 0,3 %             |
| Social Changes      | 27.12.2022 | 39 %   | 29 %   | 9 %    | 5 %   | 1 %   | 7 %    | —     | 1 %   | 9 %    | —                 |
| Ipsos               | 21.12.2022 | 37 %   | 29 %   | 10 %   | 4 %   | —     | 7 %    | 1 %   | —     | 11 %   | 1 %               |
| Pollster            | 20.12.2022 | 31,2 % | 29,9 % | 12,1 % | 5,2 % | 1,0 % | 7,9 %  | —     | 1,1 % | 12,1 % | —                 |
| IBRiS               | 20.12.2022 | 35,7 % | 28,6 % | 9,9 %  | 7,3 % | —     | 6,6 %  | —     | —     | 11,9 % | —                 |
| Social Changes      | 19.12.2022 | 38 %   | 30 %   | 8 %    | 4 %   | 2 %   | 6 %    | —     | 1 %   | 9 %    | 2 %               |
| Estymator           | 16.12.2022 | 35,3 % | 29,4 % | 11,0 % | 6,7 % | 1,8 % | 6,1 %  | —     | —     | 9,2 %  | 0,5 %             |
| United Surveys      | 16.12.2022 | 35,4 % | 30,5 % | 10,5 % | 7,1 % | —     | 4,4 %  | 1 %   | —     | 11,1 % | —                 |
| Kantar              | 15.12.2022 | 34 %   | 33 %   | 6 %    | 3 %   | 1 %   | 10 %   | 1 %   | —     | 12 %   | —                 |
| Social Changes      | 12.12.2022 | 38 %   | 27 %   | 8 %    | 4 %   | 2 %   | 9 %    | —     | 1 %   | 10 %   | 1 %               |
| Research Partner    | 12.12.2022 | 32,6 % | 32,3 % | 7,5 %  | 5,1 % | 2,0 % | 7,9 %  | —     | 0,6 % | 10,8 % | 1,2 %             |
| IBRiS               | 08.12.2022 | 36,7 % | 29,5 % | 10,5 % | 7,1 % | —     | 6,1 %  | —     | —     | 10,3 % | —                 |
| Kantar Public       | 07.12.2022 | 31 %   | 36 %   | 11 %   | 2 %   | 1 %   | 6 %    | 1 %   | 1 %   | 10 %   | 1 %               |
| Social Changes      | 05.12.2022 | 38 %   | 27 %   | 8 %    | 4 %   | 2 %   | 9 %    | —     | 1 %   | 10 %   | 1 %               |
| United Surveys      | 04.12.2022 | 36,3 % | 28,7 % | 10,5 % | 6,4 % | —     | 5,4 %  | 0,8 % | —     | 11,7 % | 0,2 %             |
| Social Changes      | 28.11.2022 | 40 %   | 28 %   | 8 %    | 4 %   | 2 %   | 8 %    | —     | 1 %   | 8 %    | 1 %               |
| Pollster            | 27.11.2022 | 32,5 % | 30,4 % | 10,8 % | 3,9 % | 0,9 % | 8,7 %  | —     | 0,8 % | 11,6 % | 0,4 %             |
| Estymator           | 25.11.2022 | 35,7 % | 28,4 % | 11,2 % | 7,4 % | 1,5 % | 5,1 %  | —     | —     | 10,4 % | 0,3 %             |
| IBRiS               | 21.11.2022 | 37,1 % | 30,4 % | 10 %   | 6,1 % | —     | 5,3 %  | —     | —     | 11,1 % | —                 |
| United Surveys      | 20.11.2022 | 36,5 % | 29,3 % | 9,8 %  | 5,5 % | —     | 4,6 %  | 0,8 % | —     | 13,5 % | —                 |
| IBRiS               | 15.11.2022 | 36,7 % | 30 %   | 11 %   | 7,2 % | —     | 4,7 %  | —     | —     | 10,4 % | —                 |
| Social Changes      | 14.11.2022 | 38%    | 28 %   | 7 %    | 6 %   | 2 %   | 9 %    | —     | 1 %   | 8 %    | 1 %               |
| United Surveys      | 12.11.2022 | 36,1 % | 27,5 % | 10 %   | 7,1 % | —     | 4,2 %  | —     | —     | 15,1 % | —                 |
| Estymator           | 10.11.2022 | 35,9 % | 27,7 % | 11,2 % | 6,9 % | 1,4 % | 4,8 %  | —     | —     | 11,6 % | 0,5 %             |
| Ipsos               | 09.11.2022 | 34%    | 29 %   | 10 %   | 5 %   | —     | 6 %    | 2 %   | —     | 13 %   | 1 %               |
| Kantar Public       | 09.11.2022 | 35%    | 33 %   | 8 %    | 5 %   | —     | 5 %    | —     | —     | 11 %   | 3 %               |
| Social Changes      | 07.11.2022 | 35%    | 29 %   | 8 %    | 4 %   | 2 %   | 8 %    | —     | 2 %   | 10 %   | 2 %               |
| IBRiS               | 05.11.2022 | 36,2 % | 29,7 % | 10,9 % | 6,1 % | —     | 5,4 %  | —     | —     | 11,7 % | —                 |
| United Surveys      | 05.11.2022 | 35,2 % | 28,3 % | 10,4 % | 6,7 % | —     | 4,8 %  | 0,3 % | —     | 14,2 % | 0,1 %             |
| Parlamentswahl 2018 | 06.10.2018 | 43,6 % | 27,4 % | 12,6 % | 8,6 % | 8,6 % | 6,8 %  | —     | —     | —      | 1,1 %             |

### Ältere Umfragen
| \| Institut \| Datum \| PiS \| KO \| Lewica \| KP \| KP \| KON \| AU \| P \| PL2050 \| Sonst. \| \| Institut \| Datum \| PiS \| KO \| Lewica \| PSL \| K’15 \| KON \| AU \| P \| PL2050 \| Sonst. \| \| ------------------- \| ---------- \| ------ \| ------ \| ------ \| ----- \| ----- \| ----- \| ----- \| ----- \| ------ \| ------ \| \| Social Changes \| 31.10.2022 \| 35% \| 28 % \| 8 % \| 5 % \| 2 % \| 10 % \| — \| 1 % \| 9 % \| 2 % \| \| Research Partner \| 31.10.2022 \| 34,9 % \| 31,1 % \| 7,1 % \| 5,8 % \| 1,3 % \| 7,0 % \| — \| 0,4 % \| 11,0 % \| 1,4 % \| \| Social Changes \| 28.10.2022 \| 36% \| 29 % \| 8 % \| 5 % \| 1 % \| 8 % \| — \| 1 % \| 10 % \| 2 % \| \| IBRiS \| 27.10.2022 \| 36,7 % \| 29,7 % \| 10,3 % \| 6,9 % \| — \| 5,8 % \| — \| — \| 10,7 % \| — \| \| PGB Opinium \| 26.10.2022 \| 34% \| 29,6 % \| 8,5 % \| 4,2 % \| 0,9 % \| 6,3 % \| 3 % \| — \| 12,5 % \| 1 % \| \| Kantar Public \| 25.10.2022 \| 32 % \| 36% \| 8 % \| 5 % \| — \| 6 % \| — \| — \| 11 % \| 2 % \| \| IBSP \| 25.10.2022 \| 34,5 % \| 27 % \| 7 % \| 3,7 % \| — \| 7,1 % \| 1,9 % \| — \| 10,7 % \| — \| \| United Surveys \| 24.10.2022 \| 35,9 % \| 27,7 % \| 8,1 % \| 7,5 % \| — \| 3,9 % \| 1,2 % \| — \| 15,7 % \| — \| \| Research Partner \| 22.10.2022 \| 33,5 % \| 28,4 % \| 7,1 % \| 7,4 % \| 2,0 % \| 8,2 % \| — \| 0,7 % \| 11,8 % \| 0,9 % \| \| Pollster \| 20.10.2022 \| 35,6 % \| 30,7 % \| 9,0 % \| 3,3 % \| 1,0 % \| 6,0 % \| — \| 0,7 % \| 13,3 % \| 0,4 % \| \| IBRiS \| 18.10.2022 \| 35,9 % \| 30,1 % \| 9,2 % \| 6,2 % \| — \| 6,2 % \| — \| — \| 12,4 % \| — \| \| Estymator \| 16.10.2022 \| 37,1 % \| 27,7 % \| 10,7 % \| 6,8 % \| 1,6 % \| 5,7 % \| — \| — \| 10,1 % \| 0,3 % \| \| Social Changes \| 16.10.2022 \| 36 % \| 30 % \| 9 % \| 3 % \| 2 % \| 7 % \| — \| 1 % \| 10 % \| 2 % \| \| United Surveys \| 12.10.2022 \| 36,3 % \| 28,2 % \| 9,5 % \| 6,0 % \| — \| 5,4 % \| — \| — \| 14,6 % \| — \| \| IBRiS \| 06.10.2022 \| 36,3 % \| 31,1 % \| 9,3 % \| 6,3 % \| — \| 5,6 % \| — \| — \| 11,4 % \| — \| \| Social Changes \| 06.10.2022 \| 37 % \| 30 % \| 7 % \| 4 % \| 2 % \| 8 % \| — \| 1 % \| 9 % \| 2 % \| \| Social Changes \| 01.10.2022 \| 36 % \| 28 % \| 9 % \| 4 % \| 1 % \| 9 % \| — \| 1 % \| 11 % \| — \| \| United Surveys \| 28.09.2022 \| 36,8 % \| 28,5 % \| 9,9 % \| 5,4 % \| — \| 6,5 % \| — \| — \| 12,9 % \| — \| \| IBRiS \| 26.09.2022 \| 36% \| 29,6 % \| 9,8 % \| 6,9 % \| — \| 6,1 % \| — \| — \| 11,6 % \| — \| \| Estymator \| 26.09.2022 \| 35,9 % \| 26,8 % \| 11,0 % \| 6,5 % \| 1,3 % \| 6,1 % \| — \| — \| 12,2 % \| 0,2 % \| \| Pollster \| 24.09.2022 \| 34,8 % \| 29,3 % \| 9,2 % \| 6,0 % \| 0,9 % \| 6,3 % \| — \| 0,3 % \| 12,6 % \| 0,6 % \| \| Social Changes \| 24.09.2022 \| 37 % \| 30 % \| 6 % \| 5 % \| 2 % \| 8 % \| — \| 1 % \| 10 % \| 1 % \| \| Research Partner \| 20.09.2022 \| 40,5 % \| 28,3 % \| 9,1 % \| 4,2 % \| 1,8 % \| 6,3 % \| — \| 0,8 % \| 8,7 % \| 0,3 % \| \| Social Changes \| 16.09.2022 \| 36% \| 26 % \| 8 % \| 7 % \| 2 % \| 8 % \| — \| — \| 10 % \| 2 % \| \| IBRiS \| 15.09.2022 \| 34,3 % \| 28,3 % \| 10,0 % \| 6,7 % \| — \| 6,1 % \| — \| — \| 14,5 % \| 0,1 % \| \| Kantar Public \| 12.09.2022 \| 34 % \| 32 % \| 8 % \| 4 % \| 4 % \| 7 % \| 1 % \| 1 % \| 9 % \| — \| \| United Surveys \| 12.09.2022 \| 36,6 % \| 29,1 % \| 9,6 % \| 5,8 % \| — \| 4,7 % \| — \| — \| 14,3 % \| — \| \| Estymator \| 11.09.2022 \| 37 % \| 26,1 % \| 9,9 % \| 6,7 % \| 1,6 % \| 6,6 % \| — \| — \| 11,8 % \| 0,3 % \| \| Social Changes \| 11.09.2022 \| 36 % \| 29 % \| 8 % \| 5 % \| 1 % \| 8 % \| — \| 1 % \| 11 % \| 1 % \| \| Ipsos \| 10.09.2022 \| 35 % \| 28 % \| 9 % \| 5 % \| — \| 7 % \| 2 % \| — \| 13 % \| 1 % \| \| IBRiS \| 08.09.2022 \| 36,2 % \| 29,4 % \| 8,0 % \| 5,9 % \| — \| 4,6 % \| — \| — \| 15,8 % \| 0,1 % \| \| United Surveys \| 08.09.2022 \| 35,8 % \| 28,0 % \| 9,1 % \| 5,9 % \| — \| 6,3 % \| — \| — \| 14,9 % \| — \| \| Social Changes \| 08.09.2022 \| 39 % \| 26 % \| 8 % \| 4 % \| 2 % \| 8 % \| — \| 1 % \| 10 % \| 2 % \| \| Research Partner \| 08.09.2022 \| 39,2 % \| 28,5 % \| 8,9 % \| 5,1 % \| 1,8 % \| 5,9 % \| — \| 0,9 % \| 9,1 % \| 0,6 % \| \| United Surveys \| 08.09.2022 \| 34,8 % \| 28,5 % \| 10,5 % \| 5,3 % \| — \| 5,6 % \| — \| — \| 15,4 % \| — \| \| Estymator \| 08.09.2022 \| 36,0 % \| 28,1 % \| 10,6 % \| 6,9 % \| 1,8 % \| 6,3 % \| — \| — \| 10,1 % \| 0,2 % \| \| IBRiS \| 08.09.2022 \| 35,5 % \| 29,6 % \| 11,6 % \| 6,0 % \| — \| 3,4 % \| — \| — \| 13,9 % \| — \| \| Pollster \| 25.08.2022 \| 34,5 % \| 29,7 % \| 9,4 % \| 6,2 % \| 1,2 % \| 5,6 % \| — \| 0,8 % \| 12,3 % \| 0,3 % \| \| Kantar \| 25.08.2022 \| 33 % \| 30 % \| 8 % \| 2 % \| 1 % \| 9 % \| 2 % \| — \| 15 % \| — \| \| IBSP \| 25.08.2022 \| 33,7 % \| 29,1 % \| 7,6 % \| 3,2 % \| — \| 6,1 % \| 3,7 % \| — \| 16,4 % \| 0,2 % \| \| Social Changes \| 25.08.2022 \| 39 % \| 28 % \| 9 % \| 4 % \| 0 % \| 9 % \| — \| 0 % \| 8 % \| 2 % \| \| Research Partner \| 25.08.2022 \| 38,9 % \| 29,0 % \| 8,3 % \| 4,7 % \| 2,2 % \| 6,4 % \| — \| 0,3 % \| 9,5 % \| 0,7 % \| \| Estymator \| 17.08.2022 \| 36,8 % \| 26,8 % \| 11,0 % \| 7,8 % \| 1,7 % \| 6,6 % \| — \| — \| 9,7 % \| — \| \| Social Changes \| 15.08.2022 \| 37 % \| 31 % \| 8 % \| 5 % \| 2 % \| 8 % \| — \| 1 % \| 7 % \| 1 % \| \| Social Changes \| 06.08.2022 \| 38 % \| 27 % \| 8 % \| 3 % \| 2 % \| 9 % \| — \| 1 % \| 10 % \| 2 % \| \| Research Partner \| 05.08.2022 \| 37,0 % \| 27,8 % \| 7,6 % \| 5,8 % \| 2,4 % \| 6,4 % \| — \| 0,4 % \| 8,5 % \| 4,1 % \| \| Research Partner \| 05.08.2022 \| 41,0 % \| 27,7 % \| 7,9 % \| 6,1 % \| 2,1 % \| 6,5 % \| — \| 0,1 % \| 8,3 % \| 0,3 % \| \| United Surveys \| 02.08.2022 \| 36,3 % \| 29,6 % \| 9,3 % \| 7,2 % \| — \| 5,0 % \| — \| — \| 12,5 % \| 0,1 % \| \| IBRiS \| 02.08.2022 \| 37,1 % \| 29,5 % \| 10,2 % \| 5,9 % \| — \| 4,9 % \| 1,4 % \| — \| 9,9 % \| 1,1 % \| \| Estymator \| 31.07.2022 \| 36,6 % \| 26,4 % \| 11,6 % \| 7,1 % \| 1,5 % \| 6,9 % \| — \| — \| 9,5 % \| 0,4 % \| \| IBRiS \| 30.07.2022 \| 37,4 % \| 28,4 % \| 10,2 % \| 5,5 % \| — \| 6 % \| — \| — \| 12,4 % \| 0,1 % \| \| Social Changes \| 30.07.2022 \| 37 % \| 30 % \| 7 % \| 4 % \| 2 % \| 8 % \| — \| 1 % \| 10 % \| 1 % \| \| United Surveys \| 25.07.2022 \| 38,2 % \| 28,9 % \| 10,9 % \| 7,0 % \| — \| 4,5 % \| — \| — \| 10,5 % \| — \| \| Kantar Public \| 22.07.2022 \| 31 % \| 32 % \| 9 % \| 6 % \| 4 % \| 7 % \| 1 % \| 1 % \| 9 % \| — \| \| Parlamentswahl 2018 \| 06.10.2018 \| 43,6 % \| 27,4 % \| 12,6 % \| 8,6 % \| 8,6 % \| 6,8 % \| — \| — \| — \| 1,1 % \| |            |        |        |        |       |       |       |       |       |        |        |
| Institut | Datum      | PiS    | KO     | Lewica | KP    | KP    | KON   | AU    | P     | PL2050 | Sonst. |
| Institut | Datum      | PiS    | KO     | Lewica | PSL   | K’15  | KON   | AU    | P     | PL2050 | Sonst. |
| Social Changes | 31.10.2022 | 35%    | 28 %   | 8 %    | 5 %   | 2 %   | 10 %  | —     | 1 %   | 9 %    | 2 %    |
| Research Partner | 31.10.2022 | 34,9 % | 31,1 % | 7,1 %  | 5,8 % | 1,3 % | 7,0 % | —     | 0,4 % | 11,0 % | 1,4 %  |
| Social Changes | 28.10.2022 | 36%    | 29 %   | 8 %    | 5 %   | 1 %   | 8 %   | —     | 1 %   | 10 %   | 2 %    |
| IBRiS | 27.10.2022 | 36,7 % | 29,7 % | 10,3 % | 6,9 % | —     | 5,8 % | —     | —     | 10,7 % | —      |
| PGB Opinium | 26.10.2022 | 34%    | 29,6 % | 8,5 %  | 4,2 % | 0,9 % | 6,3 % | 3 %   | —     | 12,5 % | 1 %    |
| Kantar Public | 25.10.2022 | 32 %   | 36%    | 8 %    | 5 %   | —     | 6 %   | —     | —     | 11 %   | 2 %    |
| IBSP | 25.10.2022 | 34,5 % | 27 %   | 7 %    | 3,7 % | —     | 7,1 % | 1,9 % | —     | 10,7 % | —      |
| United Surveys | 24.10.2022 | 35,9 % | 27,7 % | 8,1 %  | 7,5 % | —     | 3,9 % | 1,2 % | —     | 15,7 % | —      |
| Research Partner | 22.10.2022 | 33,5 % | 28,4 % | 7,1 %  | 7,4 % | 2,0 % | 8,2 % | —     | 0,7 % | 11,8 % | 0,9 %  |
| Pollster | 20.10.2022 | 35,6 % | 30,7 % | 9,0 %  | 3,3 % | 1,0 % | 6,0 % | —     | 0,7 % | 13,3 % | 0,4 %  |
| IBRiS | 18.10.2022 | 35,9 % | 30,1 % | 9,2 %  | 6,2 % | —     | 6,2 % | —     | —     | 12,4 % | —      |
| Estymator | 16.10.2022 | 37,1 % | 27,7 % | 10,7 % | 6,8 % | 1,6 % | 5,7 % | —     | —     | 10,1 % | 0,3 %  |
| Social Changes | 16.10.2022 | 36 %   | 30 %   | 9 %    | 3 %   | 2 %   | 7 %   | —     | 1 %   | 10 %   | 2 %    |
| United Surveys | 12.10.2022 | 36,3 % | 28,2 % | 9,5 %  | 6,0 % | —     | 5,4 % | —     | —     | 14,6 % | —      |
| IBRiS | 06.10.2022 | 36,3 % | 31,1 % | 9,3 %  | 6,3 % | —     | 5,6 % | —     | —     | 11,4 % | —      |
| Social Changes | 06.10.2022 | 37 %   | 30 %   | 7 %    | 4 %   | 2 %   | 8 %   | —     | 1 %   | 9 %    | 2 %    |
| Social Changes | 01.10.2022 | 36 %   | 28 %   | 9 %    | 4 %   | 1 %   | 9 %   | —     | 1 %   | 11 %   | —      |
| United Surveys | 28.09.2022 | 36,8 % | 28,5 % | 9,9 %  | 5,4 % | —     | 6,5 % | —     | —     | 12,9 % | —      |
| IBRiS | 26.09.2022 | 36%    | 29,6 % | 9,8 %  | 6,9 % | —     | 6,1 % | —     | —     | 11,6 % | —      |
| Estymator | 26.09.2022 | 35,9 % | 26,8 % | 11,0 % | 6,5 % | 1,3 % | 6,1 % | —     | —     | 12,2 % | 0,2 %  |
| Pollster | 24.09.2022 | 34,8 % | 29,3 % | 9,2 %  | 6,0 % | 0,9 % | 6,3 % | —     | 0,3 % | 12,6 % | 0,6 %  |
| Social Changes | 24.09.2022 | 37 %   | 30 %   | 6 %    | 5 %   | 2 %   | 8 %   | —     | 1 %   | 10 %   | 1 %    |
| Research Partner | 20.09.2022 | 40,5 % | 28,3 % | 9,1 %  | 4,2 % | 1,8 % | 6,3 % | —     | 0,8 % | 8,7 %  | 0,3 %  |
| Social Changes | 16.09.2022 | 36%    | 26 %   | 8 %    | 7 %   | 2 %   | 8 %   | —     | —     | 10 %   | 2 %    |
| IBRiS | 15.09.2022 | 34,3 % | 28,3 % | 10,0 % | 6,7 % | —     | 6,1 % | —     | —     | 14,5 % | 0,1 %  |
| Kantar Public | 12.09.2022 | 34 %   | 32 %   | 8 %    | 4 %   | 4 %   | 7 %   | 1 %   | 1 %   | 9 %    | —      |
| United Surveys | 12.09.2022 | 36,6 % | 29,1 % | 9,6 %  | 5,8 % | —     | 4,7 % | —     | —     | 14,3 % | —      |
| Estymator | 11.09.2022 | 37 %   | 26,1 % | 9,9 %  | 6,7 % | 1,6 % | 6,6 % | —     | —     | 11,8 % | 0,3 %  |
| Social Changes | 11.09.2022 | 36 %   | 29 %   | 8 %    | 5 %   | 1 %   | 8 %   | —     | 1 %   | 11 %   | 1 %    |
| Ipsos | 10.09.2022 | 35 %   | 28 %   | 9 %    | 5 %   | —     | 7 %   | 2 %   | —     | 13 %   | 1 %    |
| IBRiS | 08.09.2022 | 36,2 % | 29,4 % | 8,0 %  | 5,9 % | —     | 4,6 % | —     | —     | 15,8 % | 0,1 %  |
| United Surveys | 08.09.2022 | 35,8 % | 28,0 % | 9,1 %  | 5,9 % | —     | 6,3 % | —     | —     | 14,9 % | —      |
| Social Changes | 08.09.2022 | 39 %   | 26 %   | 8 %    | 4 %   | 2 %   | 8 %   | —     | 1 %   | 10 %   | 2 %    |
| Research Partner | 08.09.2022 | 39,2 % | 28,5 % | 8,9 %  | 5,1 % | 1,8 % | 5,9 % | —     | 0,9 % | 9,1 %  | 0,6 %  |
| United Surveys | 08.09.2022 | 34,8 % | 28,5 % | 10,5 % | 5,3 % | —     | 5,6 % | —     | —     | 15,4 % | —      |
| Estymator | 08.09.2022 | 36,0 % | 28,1 % | 10,6 % | 6,9 % | 1,8 % | 6,3 % | —     | —     | 10,1 % | 0,2 %  |
| IBRiS | 08.09.2022 | 35,5 % | 29,6 % | 11,6 % | 6,0 % | —     | 3,4 % | —     | —     | 13,9 % | —      |
| Pollster | 25.08.2022 | 34,5 % | 29,7 % | 9,4 %  | 6,2 % | 1,2 % | 5,6 % | —     | 0,8 % | 12,3 % | 0,3 %  |
| Kantar | 25.08.2022 | 33 %   | 30 %   | 8 %    | 2 %   | 1 %   | 9 %   | 2 %   | —     | 15 %   | —      |
| IBSP | 25.08.2022 | 33,7 % | 29,1 % | 7,6 %  | 3,2 % | —     | 6,1 % | 3,7 % | —     | 16,4 % | 0,2 %  |
| Social Changes | 25.08.2022 | 39 %   | 28 %   | 9 %    | 4 %   | 0 %   | 9 %   | —     | 0 %   | 8 %    | 2 %    |
| Research Partner | 25.08.2022 | 38,9 % | 29,0 % | 8,3 %  | 4,7 % | 2,2 % | 6,4 % | —     | 0,3 % | 9,5 %  | 0,7 %  |
| Estymator | 17.08.2022 | 36,8 % | 26,8 % | 11,0 % | 7,8 % | 1,7 % | 6,6 % | —     | —     | 9,7 %  | —      |
| Social Changes | 15.08.2022 | 37 %   | 31 %   | 8 %    | 5 %   | 2 %   | 8 %   | —     | 1 %   | 7 %    | 1 %    |
| Social Changes | 06.08.2022 | 38 %   | 27 %   | 8 %    | 3 %   | 2 %   | 9 %   | —     | 1 %   | 10 %   | 2 %    |
| Research Partner | 05.08.2022 | 37,0 % | 27,8 % | 7,6 %  | 5,8 % | 2,4 % | 6,4 % | —     | 0,4 % | 8,5 %  | 4,1 %  |
| Research Partner | 05.08.2022 | 41,0 % | 27,7 % | 7,9 %  | 6,1 % | 2,1 % | 6,5 % | —     | 0,1 % | 8,3 %  | 0,3 %  |
| United Surveys | 02.08.2022 | 36,3 % | 29,6 % | 9,3 %  | 7,2 % | —     | 5,0 % | —     | —     | 12,5 % | 0,1 %  |
| IBRiS | 02.08.2022 | 37,1 % | 29,5 % | 10,2 % | 5,9 % | —     | 4,9 % | 1,4 % | —     | 9,9 %  | 1,1 %  |
| Estymator | 31.07.2022 | 36,6 % | 26,4 % | 11,6 % | 7,1 % | 1,5 % | 6,9 % | —     | —     | 9,5 %  | 0,4 %  |
| IBRiS | 30.07.2022 | 37,4 % | 28,4 % | 10,2 % | 5,5 % | —     | 6 %   | —     | —     | 12,4 % | 0,1 %  |
| Social Changes | 30.07.2022 | 37 %   | 30 %   | 7 %    | 4 %   | 2 %   | 8 %   | —     | 1 %   | 10 %   | 1 %    |
| United Surveys | 25.07.2022 | 38,2 % | 28,9 % | 10,9 % | 7,0 % | —     | 4,5 % | —     | —     | 10,5 % | —      |
| Kantar Public | 22.07.2022 | 31 %   | 32 %   | 9 %    | 6 %   | 4 %   | 7 %   | 1 %   | 1 %   | 9 %    | —      |
| Parlamentswahl 2018 | 06.10.2018 | 43,6 % | 27,4 % | 12,6 % | 8,6 % | 8,6 % | 6,8 % | —     | —     | —      | 1,1 %  |

## Ergebnisse

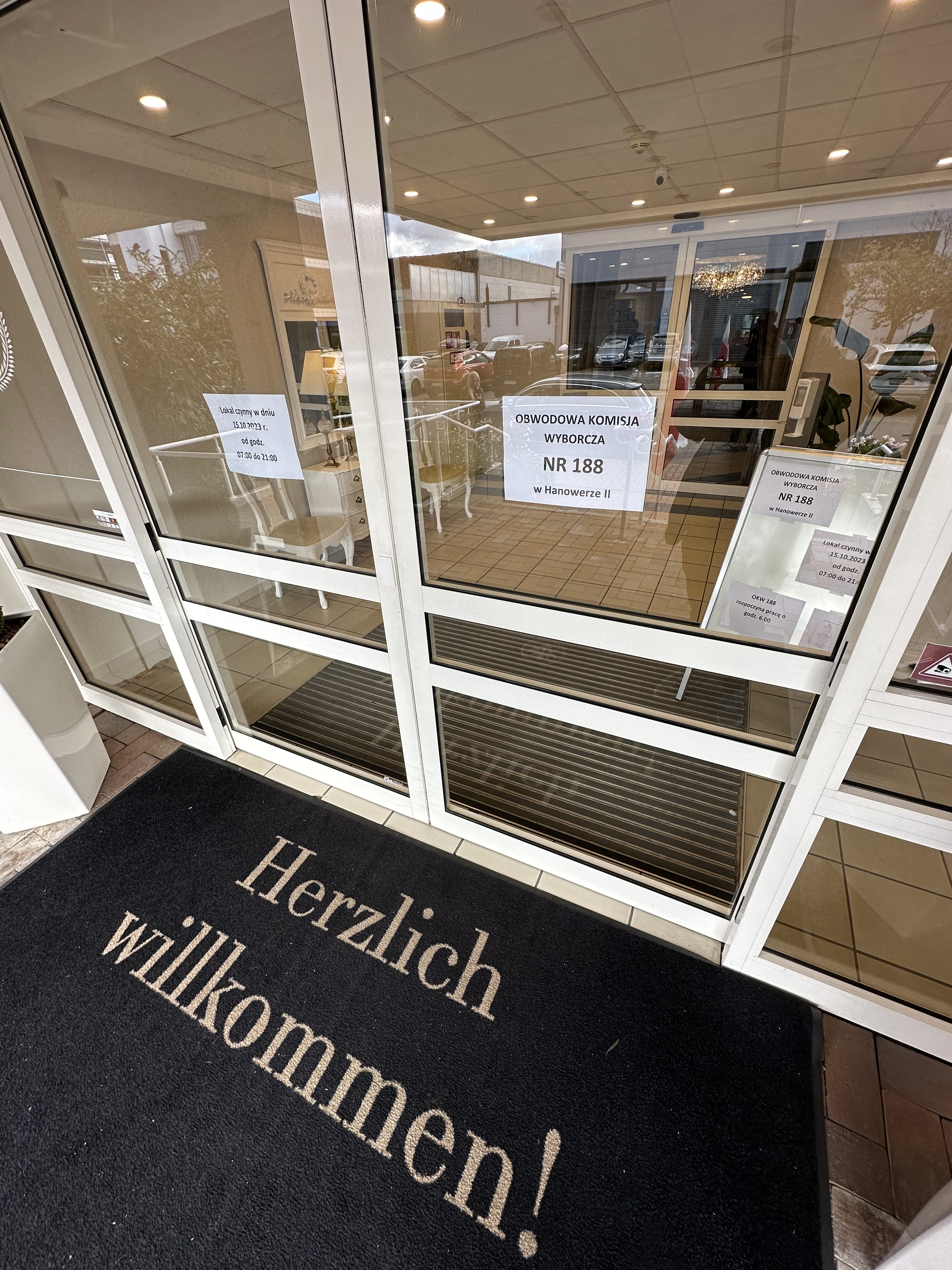
Ausländische Wahlkommission Hannover II in Laatzen

### Wahlbeteiligung
|              | Wahlbeteiligung 2023 | Wahlbeteiligung 2023 | Wahlbeteiligung 2019 | Wahlbeteiligung 2019 |
| Zeitraum     | Abgegebene Stimmen   | %                    | Abgegebene Stimmen   | %                    |
| ------------ | -------------------- | -------------------- | -------------------- | -------------------- |
| 7:00 – 12:00 | 6.407.615            | 22,59                | 5.359.654            | 18,14                |
| 7:00 – 17:00 | 16.425.830           | 57,54                | 13.609.726           | 45,94                |
| 7:00 – 21:00 | 21.966.891           | 74,38                | 18.680.362           | 61,74                |

### Ergebnis der Parlamentswahl 2023
| Partei/Wahlbündnis | Partei/Wahlbündnis                   | Sejm      | Sejm    | Sejm    | Sejm             | Sejm             | Sejm             | Senat     | Senat   | Senat   | Senat             | Senat             |
| Partei/Wahlbündnis | Partei/Wahlbündnis                   | Stimmen   | Stimmen | Stimmen | Sitze Sejm (460) | Sitze Sejm (460) | Sitze Sejm (460) | Stimmen   | Stimmen | Stimmen | Sitze Senat (100) | Sitze Senat (100) |
| Partei/Wahlbündnis | Partei/Wahlbündnis                   | Anzahl    | %       | +/−     | Anzahl           | %                | +/−              | Anzahl    | %       | +/−     | Anzahl            | +/−               |
| ------------------ | ------------------------------------ | --------- | ------- | ------- | ---------------- | ---------------- | ---------------- | --------- | ------- | ------- | ----------------- | ----------------- |
|                    | Prawo i Sprawiedliwość               | 7.640.854 | 35,38   | −8,21   | 194              | 42,2             | −41              | 7.449.875 | 34,81   | −9,75   | 34                | −14               |
|                    | Koalicja Obywatelska                 | 6.629.402 | 30,70   | +3,30   | 157              | 34,1             | +23              | 6.187.295 | 28,91   | −6,75   | 41                | −2                |
|                    | Trzecia Droga                        | 3.110.670 | 14,40   | +5,85   | 65               | 14,1             | +35              | 2.462.360 | 11,50   | +5,78   | 11                | +8                |
|                    | Lewica                               | 1.859.018 | 8,61    | −3,95   | 26               | 5,7              | −23              | 1.131.639 | 5,29    | +3,01   | 9                 | +7                |
|                    | Konfederacja Wolność i Niepodległość | 1.547.364 | 7,16    | +0,35   | 18               | 4,0              | +7               | 1.443.836 | 6,75    | +5,96   | —                 | —                 |
|                    | Bezpartyjni Samorządowcy             | 401.054   | 1,86    | +1,08   | —                | —                | —                | 1.049.919 | 4,91    | +3,09   | —                 | —                 |
|                    | Polska Jest Jedna                    | 351.099   | 1,63    | +1,63   | —                | —                | —                | 55.418    | 0,26    | +0,26   | —                 | —                 |
|                    | Wahlkomitee Deutsche Minderheit      | 25.778    | 0,12    | −0,05   | —                | —                | −1               | 29.390    | 0,14    | −0,13   | —                 | —                 |
|                    | Sonstige / Unabhängige (Senat)       | 31.435    | 0,15    | —       | —                | —                | —                | 1.593.266 | 7,43    | —       | 5                 | +1                |

### Wahlkreise

#### Wahlen zum Senat
PiS

KO

TD

SLD / Lewica

Unabhängige / Lokale Kandidaturen

### Ergebnis der Volksabstimmungen
Keine der vier Volksabstimmungen wurden vom Wahlvolk angenommen. Während die Wahlbeteiligung bei der Parlamentswahl 74 % betrug, beteiligten sich nur 41 % an den Referenden, womit das notwendige Quorum von 51 % verfehlt wurde. Die Opposition hatte dazu aufgerufen, das Referendum zu boykottieren und nur für die Parlamentswahl abzustimmen.

## Reaktionen und Bewertung
Oppositionsführer Donald Tusk erklärte am Wahlabend:

„Polen hat gewonnen. Die Demokratie hat gewonnen. Wir haben die PiS von der Macht entfernt. Wir haben es geschafft. [...] Ich habe keinen Zweifel, dass dieser Tag in die Geschichte Polens als heller Tag eingehen wird, an dem eine neue Epoche beginnt: Die Wiedergeburt unserer Republik.“

Der deutsche Ex-Botschafter in Polen Rolf Nikel sagte, die Wähler hätten „mitten im Oktober einen europäischen Frühling produziert. [...] Die polnische Opposition hat einen historischen Sieg davongetragen.“
Die liberal-konservative Tageszeitung Rzeczpospolita fragte – weil die PiS erneut stärkste Partei geworden war –, „warum 7,5 Millionen eine Obrigkeit gewählt haben, die lügt, stiehlt, Hass schürt, Millionen Polen Verräter nennt [...], die inkompetent ist,  [...] mit allen im Streit liegt – von der EU bis zur Ukraine, die in der Praxis Fundamente des Christentums verletzt“.
Die historisch hohe Wahlbeteiligung von über 74 Prozent wurde allgemein auf eine außergewöhnliche Mobilisierung der Opposition zurückgeführt. Teilweise standen Menschen wie in Breslau noch nach Mitternacht vor den Wahllokalen, anderswo waren Stimmzettel knapp oder Wahlurnen so überfüllt, dass sie verschlossen werden mussten.

## Nach der Wahl
Am 6. November 2023 beauftragte Präsident Duda den bisherigen Ministerpräsidenten Morawiecki mit der Bildung einer Regierung, obwohl es keine möglichen Koalitionspartner für die PiS gab. Eine solche Entscheidung war zu erwarten gewesen, da Duda PiS-Mitglied ist (derzeit ruhend). Zudem erhöhte sich durch diese Verzögerung der Zeitdruck für den voraussichtlichen neuen Regierungschef Donald Tusk für seine Regierungsbildung, um wichtige Fristen einhalten zu können. Am 10. November 2023 unterzeichneten die drei Parteien unter Oppositionsführer Tusk in einem Saal des polnischen Parlaments einen Koalitionsvertrag. Bis dahin hatte die PiS noch keine Regierung bilden können, Tusk war aber auch noch nicht von Duda damit beauftragt worden. Zuvor hatte dieser bereits den Termin für die konstituierende Sitzung des neuen Parlaments auf den 13. November gelegt. In der konstituierenden Sitzung wurden die neugewählten Abgeordneten des Sejm vereidigt. Zum Parlamentspräsidenten wählten sie den oppositionellen Kandidaten Szymon Hołownia. Anschließend trat die Regierung Morawiecki erwartungsgemäß zurück.
Ein neu zusammengestelltes Kabinett mit Mateusz Morawiecki als Ministerpräsident wurde von Staatspräsident Duda am 27. November 2023 vereidigt. Dem Kabinett gehören größtenteils unbekannte Politiker der PiS an. Da die neue Regierung keine parlamentarische Mehrheit besaß und gemäß der Verfassung innerhalb von 14 Tagen eine initiale Vertrauensfrage stellen musste, konnte Donald Tusk erst nach der gescheiterten Vertrauensabstimmung mit der Regierungsbildung beauftragt werden. Morawiecki scheiterte mit 266 zu 190 Stimmen mit der Vertrauensfrage. Tusk hingegen gewann die Abstimmung mit 248 zu 201 Stimmen. Das Kabinett Tusk III wurde am 13. Dezember vereidigt.